# Мать-героиня (СССР)
«Мать-героиня» — высшее звание, присваиваемое многодетным матерям, и название одноимённого ордена в СССР. Звание и орден учреждены Указом Президиума Верховного Совета СССР 8 июля 1944 года.
Согласно «Положению о звании „Мать-героиня“», оно присваивается с одновременным награждением орденом матерям, родившим и воспитавшим 10 и более детей, по достижении последним ребёнком возраста 1 года и при наличии в живых остальных детей этой матери.
Одновременно с орденом «Мать-героиня» появились «Медаль Материнства» и орден «Материнская слава».

## Описание ордена

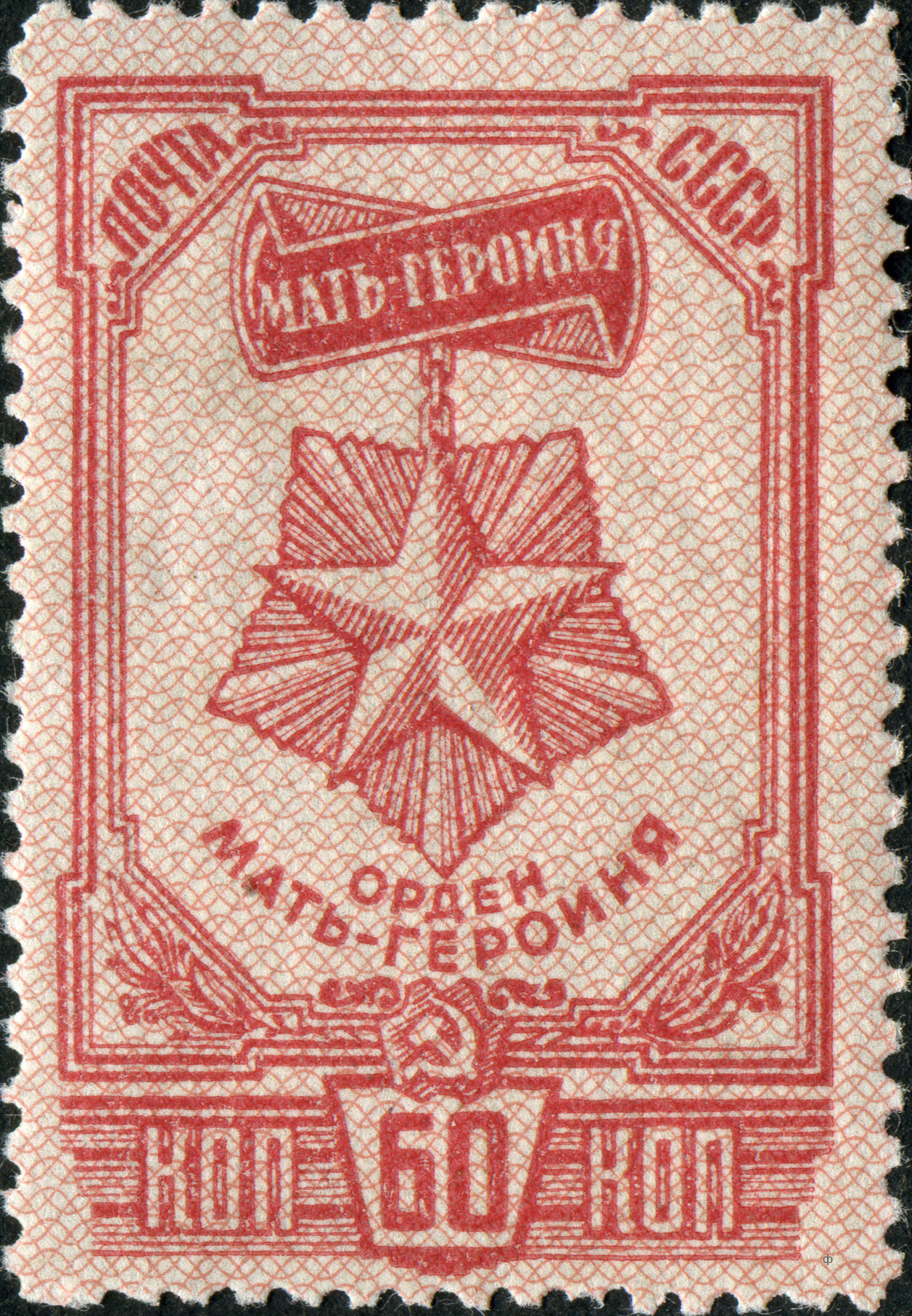
Марка СССР, 1945 год

Орден «Мать-Героиня» представляет собой золотую выпуклую пятиконечную звезду на фоне серебряных лучей, расходящихся в виде пятиконечной звезды, концы которой размещены между концами золотой звезды.
Размер ордена между противолежащими концами серебряной штраловой звезды — 28 мм. Высота ордена вместе с колодочкой — 46 мм.
На 18 сентября 1975 года золотого содержания в ордене 4,5±0,4402 г, серебряного 11,525±0,974 г. Проба золота 950. Общий вес ордена — 17,5573±1,75 г.
Знак ордена соединён при помощи ушка и звена с фигурной металлической пластиной, покрытой красной эмалью. На пластинке выпуклая надпись «Мать-Героиня». Края пластинки и надпись позолочены. Пластинка имеет на оборотной стороне булавку для прикрепления ордена к одежде.

В настоящее время встречается множество орденов с позолоченными звёздами изготовленными из бронзы.

## Положение о звании «Мать-героиня»
Звание «Мать-героиня» является высшей степенью отличия и присваивается матерям, родившим и воспитавшим десять и более детей.
Присвоение звания «Мать-героиня» производится по достижении последним ребёнком возраста одного года и при наличии
в живых остальных детей этой матери.
При присвоении звания «Мать-героиня» учитываются также дети:
- усыновлённые матерью в установленном законом порядке;
- погибшие или пропавшие без вести при защите СССР или при исполнении иных обязанностей военной службы, либо при выполнении долга гражданина СССР по спасению человеческой жизни, по охране социалистической собственности и социалистического правопорядка, а также умершие вследствие ранения, контузии, увечья или заболевания, полученных при указанных обстоятельствах, либо вследствие трудового увечья или профессионального заболевания.

Матерям, которым присвоено звание «Мать-героиня», вручается орден «Мать-героиня» и Грамота Президиума Верховного Совета СССР.
Орден «Мать-героиня» носится награждёнными на левой стороне груди и при наличии у награждённой других орденов и медалей размещается над ними.

## История

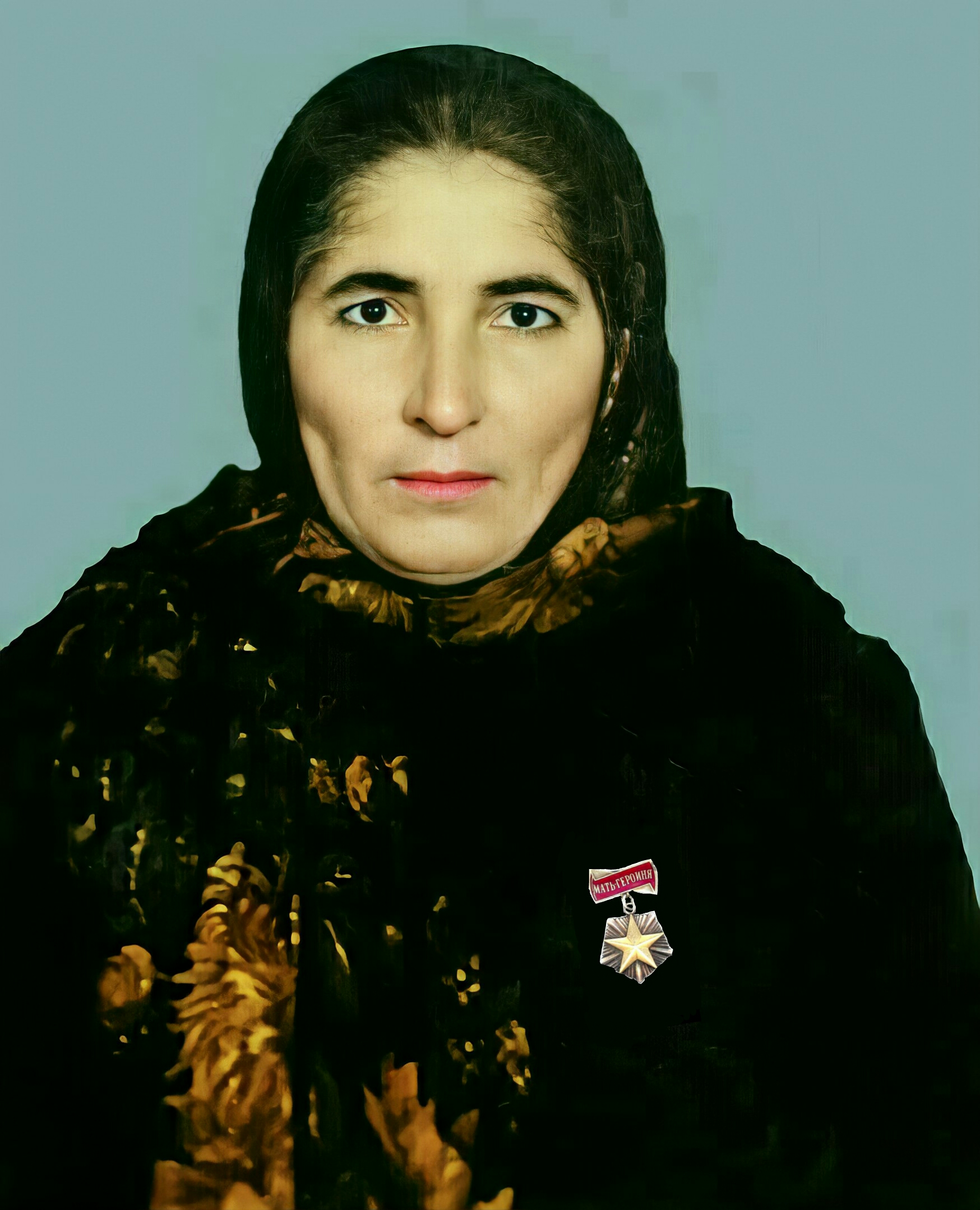
Ханбика Аслан гызы Джафарова (1930-1997) со званием «Мать-героиня» Советского Союза

Звание «Мать-героиня» — высшая степень отличия Советского Союза, установленная для женщин за заслуги в рождении и воспитании детей. Впервые в отечественной истории вводилась особая награда для женщин-матерей: орден «Мать-героиня». Это звание было учреждено в годы Великой Отечественной войны, забравшей миллионы жизней. Большинство погибших на фронтах мужчин были молодого и среднего возраста. Население страны значительно снизилось. Введение звания «Мать-героиня» и одноимённого ордена особо подчеркивали то, как остро в то время нуждалась страна в молодёжи.
Автор проекта ордена — художник И. А. Ганф.
Первое присвоение почётного звания «Мать-героиня» было произведено Указом Президиума Верховного Совета СССР от 27 октября 1944 года. Среди четырнадцати женщин, удостоенных звания «Мать-героиня» этим Указом, орден «Мать-героиня» № 1 и Грамота Президиума Верховного Совета СССР № 1 были вручены жительнице посёлка Мамонтовка Московской области Алексахиной Анне Савельевне, воспитавшей 12 детей. Награда была вручена ей в Кремле 1 ноября 1944 года.
Последние в истории СССР присвоения звания «Мать-героиня» состоялись согласно Указу Президента СССР от 14 ноября 1991 года.
По состоянию на 1 января 1995 года орденом «Мать-Героиня» награждено приблизительно 431 тысяч женщин.
Дискуссия о восстановлении почетного звания возникла в России в 2000-х годах. В июне 2022 года президент Владимир Путин поручил вернуть звание «Мать-героиня» и добавить к нему выплату 1 миллион рублей. 15 августа 2022 года звание и соответствующий орден были учреждены.